# MTV Braunschweig
Der MTV Braunschweig (eigentlich: Braunschweiger Männer-Turnverein von 1847 e. V.) ist mit 7777 Mitgliedern (Stand: 24. Juni 2025) der älteste Sportverein in Braunschweig.

## Geschichte
Der MTV (Männer-Turnverein) Braunschweig wurde im Jahr 1847 gegründet. Der Verein bekannte sich offen zu den Zielen der demokratischen deutschen Revolution von 1848/1849.
Am 22. April 1859 löste sich der MTV auf, nachdem er zuvor in der Reaktionsära wie andere Turnvereine auch unter polizeiliche Aufsicht gestellt worden war. Bereits knapp 19 Monate später, am 2. Dezember 1860, erfolgte jedoch auf Bestreben Wilhelm Brackes die Wiedergründung des Vereins.
Im Jahr 1888 führte der MTV Braunschweig als erster norddeutscher Verein das Frauenturnen ein. 1891 fand am ersten Februar-Sonntag die erste Braunkohlwanderung statt, die seit diesem Zeitpunkt jedes Jahr von der Matthäuskirche in Braunschweig nach Königslutter am Elm geführt hat. Seit 1977 kehren die Wanderer nach 25 Kilometer in Bornum am Elm ein. Im Jahr 1900 wurde der Verein zum eingetragenen Verein. Im Jahr 1938 wurde die Sportorganisation von der NSDAP übernommen.
Im Oktober 1945 wurde der MTV wieder als Sportverein zugelassen. Im Jahr 1964 wurde der Kennel-Sportpark eingeweiht, in dem fast alle Übungsgruppen trainierten, die Training und Wettbewerbe außerhalb geschlossener Gebäude durchführen. Im Jahr 1993 hatte der Verein erstmals über 6000 Mitglieder. Am 1. August 2012 verließ der MTV den Kennel-Sportpark und zog zum Sportpark Rote Wiese. Fußball- und Hockeyspielfelder befinden sich auf der Sportanlage des Braunschweiger Westparks.

## Aktuell
Ende 2023 hatte der MTV Braunschweig 6500 Mitglieder. Bis Ende Juni 2025 konnte dies auf 7777 Mitglieder gesteigert werden. Seit 1987 richtet der MTV alljährlich den Braunschweiger Nachtlauf aus, der im Juni durch die gesperrte Braunschweiger Innenstadt führt.

## Angebotene Sportarten (Auswahl)
Angeboten werden unter anderem:
- Capoeira
- Cheerleading
- Fechten
- Fußball
- Handball
- Hockey
- Leichtathletik
- Pilates
- Rhythmische Sportgymnastik
- Turnen
- Ultimate Frisbee

## Handball
| Saison  | Spielklasse                | Platz             | Sp                | S                 | U                 | V                 | Tore              | Diff.             | Punkte            |
| ------- | -------------------------- | ----------------- | ----------------- | ----------------- | ----------------- | ----------------- | ----------------- | ----------------- | ----------------- |
| 2014/15 | Verbandsliga Niedersachsen | 01.               | 26                | 25                | 0                 | 01                | 0902:0590         | +312              | 50:02             |
| 2015/16 | Oberliga Niedersachsen     | 1.                | 32                | 27                | 2                 | 3                 | 1028:759          | +269              | 56:08             |
| 2016/17 | 3. Liga Nord               | 12.               | 30                | 10                | 3                 | 17                | 757:814           | −57               | 23:37             |
| 2017/18 | 3. Liga Nord               | 10.               | 28                | 9                 | 4                 | 15                | 721:763           | −42               | 22:34             |
| 2018/19 | 3. Liga Nord               | 15.               | 30                | 10                | 0                 | 20                | 821:826           | −5                | 20:40             |
| 2019/20 | Oberliga Niedersachsen     | 1.                | 19                | 19                | 0                 | 0                 | 638:413           | +225              | 38:0              |
| 2020/21 | 3. Liga Nord-Ost           | Saison annulliert | Saison annulliert | Saison annulliert | Saison annulliert | Saison annulliert | Saison annulliert | Saison annulliert | Saison annulliert |
| 2021/22 | 3. Liga Staffel C          | 4.                | 22                | 12                | 1                 | 9                 | 573:538           | +35               | 25:19             |
| 2022/23 | 3. Liga Staffel Nord       | 2.                | 24                | 18                | 1                 | 5                 | 743:614           | +129              | 37:11             |
| 2023/24 | 3. Liga Staffel Nord-Ost   | 1.                | 30                | 26                | 1                 | 3                 | 986:784           | +202              | 53:07             |
| 2024/25 | 3. Liga Staffel Nord-Ost   | 1.                | 30                | 26                | 3                 | 1                 | 985:806           | +179              | 55:05             |

Die Handballabteilung des MTV wurde 1923 gegründet und spielte in den 1930er-Jahren in der erstklassigen Handball-Gauliga Niedersachsen. 1982 ging der MTV eine Spielgemeinschaft mit dem PSV Braunschweig ein. 1985 stieg die Herrenmannschaft das erste Mal in die Regionalliga Nord auf. Schon eine Saison später gelang der Aufstieg in die 2. Bundesliga. Dort belegte der MTV/PSV in der Saison 1987/88 den 9. Platz der Nordstaffel. Die folgende Saison 1988/89 beendete man als Vorletzter und musste somit nach nur zwei Spielzeiten in der 2. Bundesliga wieder absteigen. Nach einer Saison in der Regionalliga stieg man 1990 in die Oberliga ab. Erst 2002 konnte man wieder in die Regionalliga aufsteigen und dort bis 2006 spielen. Nachdem der Verein zwischenzeitlich bis in die Verbandsliga abgestiegen war, gelang in der Saison 2014/15 der Wiederaufstieg in die Oberliga Niedersachsen. Dort konnte der MTV in der Saison 2015/16 auf Anhieb die Meisterschaft gewinnen und schaffte somit den direkten Durchmarsch in die 3. Liga. In der Saison 2016/17 sicherte sich der MTV dort bereits drei Spieltage vor Saisonende den Klassenerhalt. In der Saison 2019/20 trat die Mannschaft wieder in der Oberliga an, schaffte dort aber den direkten Wiederaufstieg in die 3. Liga. Nach der vorzeitigen Beendigung des regulären Spielbetriebs in der Spielzeit 2020/2021 der 3. Liga aufgrund der COVID-19-Pandemie in Deutschland nutzte der Verein die Möglichkeit, sich für die außerordentliche Aufstiegsrunde zur 2. Handball-Bundesliga anzumelden; zum Aufstieg reichte es allerdings nicht.
Insgesamt spielte der MTV 16 Jahre lang in der Oberliga Niedersachsen. Damit befindet man sich auf dem 5. Platz der ewigen Rangliste. In der Saison 1980/81 sorgte der MTV im Oberligaspiel gegen den Lokalrivalen Eintracht Braunschweig für einen kuriosen Rekord. Man trennte sich mit einem Spielstand von 9:9. Ein Remis mit so wenig Toren gab es seitdem nie wieder.
Die männliche A-Jugend des Vereins spielte von 2011 bis 2014 in der Jugend-Bundesliga.
Bekannteste ehemalige Spieler
- Volker Mudrow (aktueller Trainer)
- Sebastian Firnhaber (Nationalspieler)
- Benjamin Chatton (Spieler des MTV, war Geschäftsführer beim TSV Hannover-Burgdorf[14])
- Christian Prokop (Trainer in der Saison 2005/06, ehemaliger Bundestrainer[15])
- Ariel Panzer

Erfolge (Herren)
- Meister der Regionalliga Nord: 1987
- Niedersachsenmeister: 1985, 2002, 2016[16]
- Meister 3. Liga Nord-Ost: 2024/25  spielte im Finale des Aufstiegsspiels um die 2. Bundesliga.

## Basketball
Die Basketballabteilung gründete 1978 eine Spielgemeinschaft mit der Freien Turnerschaft Braunschweig, die bis in die erste Basketball-Bundesliga aufstieg. Im Jahr 2000 gab man die Lizenz an eine Profisport-GmbH weiter, die seit 2006 unter dem Namen NewYorker Phantoms Braunschweig in der höchsten Spielklasse antritt. Die SG Braunschweig selbst spielte im Anschluss lange Zeit zweitklassig. Seit der Zusammenführung der regionalen Divisionen der 2. Basketball-Bundesliga 2007 in Pro A und Pro B spielt man als Spot Up Medien Baskets Braunschweig in der drittklassigen Pro B.

## Faustball
Die Herren-Faustballmannschaft des MTV zählte vor allem in den 1930er und 40er Jahren zu den besten Mannschaften Deutschlands und konnte 1934, 1937, 1938 und 1940 jeweils die deutsche Meisterschaft gewinnen. 1924 und 1942 wurde der MTV außerdem deutscher Vizemeister.

## Fußball
Die Fußballabteilung des MTV war vor allem in der Zeit unmittelbar nach Ende des Zweiten Weltkriegs erfolgreich. 1945 war der ehemalige Erstligist Leu Braunschweig im MTV aufgegangen; von 1948 bis 1954 spielte man danach in der damals zweitklassigen Landes- bzw. (ab 1949) Amateuroberliga Niedersachsen, bis der SC Leu sich zum Ende der Saison 1953/54 wiedergründete und den Startplatz des MTV in der Liga übernahm. Die Fußballmannschaft des MTV spielte in der Folgezeit zumeist im unterklassigen Amateurfußball.

## Hockey
Die erste vorläufige Hockeymannschaft im MTV Braunschweig bildete sich am 26. Februar 1920 und bestritt am 6. Juni 1920 ihr erstes Spiel. Am 15. September 1920 wurde dann im Restaurant Starenkasten die Hockeyabteilung im MTV gegründet.
Heute ist die Hockeyabteilung mit ca. 425 Mitgliedern eine der großen Hockeyabteilungen in Niedersachsen mit über 20 Mannschaften, die am Spielbetrieb teilnehmen.

## Leichtathletik
In der Leichtathletik gehört der MTV gegenwärtig zu den Braunschweiger Vereinen, die sich in der LG Braunschweig zusammengeschlossen haben.

## Schwimmen
In den späten 1940er und frühen 1950er Jahren gehörte der MTV, für den u. a. Europameister Heinz-Günther Lehmann, Walter Klinge und Rupprecht Köninger starteten, zu den führenden Schwimmvereinen Deutschlands. Insgesamt errangen die MTV-Schwimmer in dieser Zeit 29 deutsche Meistertitel.
Die aktiven Schwimmer treten in Wettkämpfen für die SSG („Schwimm-Start-Gemeinschaft“) Braunschweig an, deren Mitglied der MTV ist.

## Wasserball
Die Wasserball-Mannschaft des Klubs belegte 1947 bei der ersten deutschen Meisterschaft in Wuppertal Platz sieben in dem dortigen Achterfeld.
Die aktiven Wasserballspieler sind heute in der WSG („Wasserball-Sport-Gemeinschaft“) Braunschweig organisiert, deren Mitglied der MTV ist.

## Persönlichkeiten
- Willi Greite
- August Hermann
- Friedrich Wilhelm Reuter

Bekannte Sportler und Trainer
Im MTV waren oder sind zahlreiche bekannte und erfolgreiche Sportler tätig. Dazu gehören u. a.:
- Fritz Bleiweiß, Leichtathlet
- Hannelore Blumenberg, Hockey
- Michael Green, Hockey, späterer Hockey-Nationalspieler und Welthockeyspieler
- Wolfgang Grobe, späterer Fußball-Bundesligaspieler
- Viktoria Huse, Hockey
- Karen Haude, Hockey
- René Herms, Leichtathlet
- Walter Klinge, Schwimmer, fünffacher Deutscher Meister mit dem MTV (von insgesamt 11 Titeln)
- Rupprecht Köninger, Schwimmer, elffacher Deutscher Meister mit dem MTV (von insgesamt 24 Titeln)
- Heinz Körvers, Handball-Nationalspieler
- Ludwig Lachner, Fußball-Nationalspieler, ließ seine Karriere ab 1949 als Spielertrainer beim MTV ausklingen
- Heinz-Günther Lehmann, Schwimmer
- Walter Löschhorn, Kunstturner, Deutscher Meister 1957
- Edmund Malecki, ehemaliger deutscher Fußball-Nationalspieler, spielte von 1947 bis 1952 für den MTV und löste Lachner als Spielertrainer ab
- Christa Meier, Turnerin, vierfache Deutsche Meisterin im Neunkampf (1962, 1964, 1965, 1966)
- Jürgen Moll, späterer Fußball-Bundesligaspieler
- Volker Mudrow, späterer Handball-Nationalspieler
- Heinz Oberbeck, Leichtathlet
- Ariel Panzer, Handballer
- Melanie Paschke, Leichtathletin
- Christian Prokop, Handballtrainer
- Walter Ramme, Schwimmer, Olympiateilnehmer 1912
- Alfred Schwarzmann, Kunstturner, von 1946 bis 1947 Turnlehrer im MTV
- Renate Sievers, Turnerin, vierfache Deutsche Meisterin im Neunkampf (1954, 1955, 1957, 1958)
- Fate Tola, Langstreckenläuferin[23]
- Joachim Walter, Kunstspringer, Deutscher Meister 1947, 1948, 1949
- Richard Wolter, Hockey, ehemaliger Bundesligaschiedsrichter, mehrfacher Teilnehmer an Weltmeisterschaften und Olympischen Spielen
- Luminita Zaituc, Leichtathletin